# Хамапа
Хамапа (исп. Jamapa)  —   город в Мексике, входит в штат Веракрус. Административный центр одноимённого муниципалитета. Население — 3748 человек.